# 千曲川硬式野球クラブ
千曲川硬式野球クラブ（ちくまがわこうしきやきゅうクラブ）は、長野県小諸市に本拠地を置き、日本野球連盟に加盟する社会人野球のクラブチームである。

## 歴史
2013年1月、TDK千曲川に所属していた元選手たちによって、初めて小諸市を拠点とした社会人野球チームである。
TDK千曲川は、2009年シーズン開幕直前に活動を停止し、所属選手の一部は秋田県のTDKや長野県佐久市の佐久コスモスターズ硬式野球クラブやNTT信越硬式野球クラブに移籍した。その後、佐久コスモスターズ硬式野球クラブに移籍した選手たち4人が小諸の企業などの支援を受け、新チームとして立ち上げた。
2013年9月、創設1年目ながら全日本クラブ野球選手権大会に初出場を果たした（2回戦敗退）。
2016年、全日本クラブ野球選手権で決勝まで勝ち進むが、ビッグ開発ベースボールクラブにサヨナラ負けを喫し準優勝に終わった。

## 設立・沿革
- 2013年1月 - チーム発足
- 2013年9月 - 全日本クラブ選手権初出場（2回戦敗退）
- 2016年 - 全日本クラブ選手権準優勝（優勝はビッグ開発ベースボールクラブ）
- 2021年 - 全日本クラブ選手権2度目の準優勝（優勝は全足利クラブ）

## 主要大会の出場歴・最高成績
- 全日本クラブ野球選手権大会 - 出場9回、準優勝2回（2016年、2021年）

## 主な出身プロ野球選手
- 古賀輝希（内野手） - 2024年ドラフト7位で埼玉西武ライオンズから指名